# Saqqaq
Saqqaq (en danés: Solsiden, antiguamente Sarqaq) es un asentamiento fundado en 1755, aunque existen pruebas de que estuvo habitado ya en el II milenio a. C.; en la municipalidad de Qaasuitsup, al oeste de Groenlandia. Se localiza en la orilla sudoeste de la península de Nuussuaq, al noroeste de Ilulissat. Su población en 2008 alcanzaba los 200 habitantes. Inmediatamente hacia el noreste se localiza Livets Top, una montaña que alcanza una cota de 1150 m s. n. m.

## Historia
Existen unas excavaciones arqueológicas en Qilakitsoq, al oeste del asentamiento, que han revelado la existencia de una cultura ártica que posteriormente sería denominada como cultura Saqqaq; que habitaba la zona central-occidental de Groenlandia entre el 2500 y el 800.

## Transporte
Air Greenland ofrece sus servicios al pueblo como parte de un contrato con el gobierno, estableciendo vuelos entre el Helipuerto de Saqqaq y el Aeropuerto de Ilulissat.